# Rangiahua

Rangiahua est une petite localité située près du mouillage de Hokianga, dans la région du Northland dans l'île du Nord de la Nouvelle-Zélande.

## Situation
La State Highway 1 passe à travers la ville de Rangiahua.
La ville de Umawera est à l’ouest et celle de Okaihau est à l’est

## Histoire du chemin de fer
Rangiahua devint le terminus de la ligne du chemin de fer, le plus au nord de la Nouvelle-Zélande.
En 1923, la branche d’Okaihau (en), un embranchement du chemin de fer à partir de Otiria sur le trajet de la ligne nord d’Auckland (en), fut ouverte vers la localité d’Okaihau et les travaux commencèrent pour une extension vers le mouillage d’Hokianga et la ville de Kaitaia.
Il y eut des discussions sur la viabilité de la ligne mais un compromis fut atteint, qui permettait d’établir le terminus au niveau de la localité de Rangiahua.
Les travaux progressèrent lentement à travers les années 1920, mais durent être abandonnés durant la Grande Dépression, bien que la ligne soit presque terminée.
Le tunnel du chemin de fer le plus au nord de la Nouvelle-Zélande avait été creusé et la cour de la gare de Rangiahua avec la plateforme d’arrivée étaient construits.
Un rapport en 1931 conclut néanmoins que la nouvelle ligne pouvait ne pas être économiquement rentable et que la charge des intérêts sur l’argent emprunté pour la terminer pourrait accroître les pertes d’exploitation de l’embranchement  .
En 1936, une revue fut menée sur le futur de la ligne et la décision fut prise que l’extension au-delà de Rangiahua ne serait pas valable du point de vue économique, et que même la section allant de Okaihau à Rangiahua ne serait pas viable.
Le tracé étant abandonné, les matériels et les équipements associés furent sauvés pour être utilisés ailleurs et aujourd’hui la route State Highway 1 passe la où la gare devait se situer avec la plate-forme vers l’est et les quais de chargements vers l’ouest.

## Installations
Il y a un cimetière  Maori, situé à proximité de la route  nationale 1 de Nouvelle-Zélande, qui abrite les tombes de soldats du Commonwealth tués lors  de la Première Guerre Mondiale et en particulier, le carabinier ‘John Muriwai’, des forces de la Nouvelle-Zélande, qui contracta la grippe et une pneumonie et décéda dans le camp militaire de camp militaire de Trentham (en) le 28 juin 1915 .